# Papyrus 102

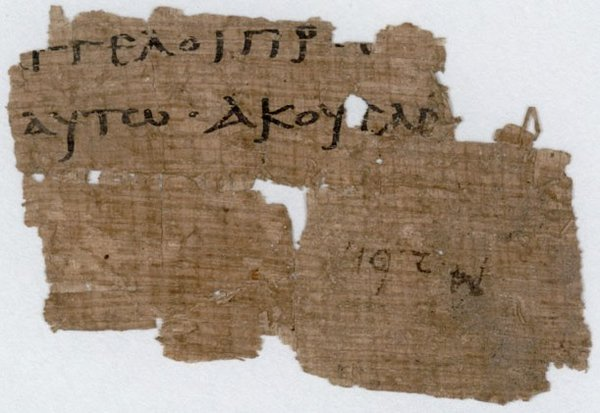
P 102 verso

Papyrus 102 (volgens de nummering van Gregory-Aland) of {\displaystyle {\mathfrak {P}}^{102}}, of P.Oxy.LXIV 4402, is een fragment van een blad van een codex op papyrus. De Griekse tekst is Matteüs 4,11-12; 4,22-23. Op grond van schrifttype wordt het geacht te dateren uit de derde eeuw.
De Griekse tekst van de codex is een vertegenwoordiger van de Alexandrijnse tekst.
Het handschrift wordt bewaard in de Art, Archaeology and Ancient World Library, afdeling Papyrology (P. Oxy. 4402), in Oxford (Verenigd Koninkrijk).